# Gipsoizi
Gipsoizii sunt săruri oxigenate ale acizilor, derivate din elementele coloanei a VI-a a sistemului periodic - sulfați, cromați etc.